# Odoriba (métro de Yokohama)
Odoriba (踊場駅, Odoriba-eki) est une station du métro de Yokohama au Japon. Elle est située dans l'arrondissement d'Izumi à Yokohama.

## Situation sur le réseau
La station est située au point kilométrique (PK) 5,7 de la ligne bleue du métro de Yokohama.

## Histoire
La station a été inaugurée le 29 août 1999.

## Services aux voyageurs

### Accès et accueil
La station est ouverte tous les jours.

### Desserte
Odoriba est desservie par les rames de la ligne bleue :
- voie 1 : direction Shonandai
- voie 2 : direction Azamino